# Myndigheten för stöd till trossamfund
Myndigheten för stöd till trossamfund (SST), tidigare Nämnden för statligt stöd till trossamfund och dessförinnan Samarbetsnämnden för statsbidrag till trossamfund, är en statlig förvaltningsmyndighet, som sorterar under Kulturdepartementet.

## Bidrag till trossamfund
Nämnden har till uppgift att pröva frågor om vissa statsbidrag till trossamfund.
Under 2017 fördelade nämnden totalt 84 818 475 kronor i statsbidrag, till samfund med 845 146 medlemmar och andra registrerade deltagare, det vill säga totalt ungefär 100 kronor per deltagare. Bidragen som förmedlas består av:
- organisationsbidrag (baserat på antal medlemmar, avsett för lokalhyra, driftskostnader, anställdas löner),
- verksamhetsbidrag (till teologisk utbildning och till andlig vård inom sjukvården),
- tidsbegränsade projektbidrag (anpassningsbidrag för personer med funktionshinder, etableringsbidrag, särskilt utbildningsbidrag, lokalbidrag)
- säkerhetsbidrag (säkerhetsvakter och säkerhetshöjande åtgärder utanför SST:s budget), samt
- vissa år även flyktingbidrag

Enligt svensk lag får bidrag bara ges till trossamfund som bidrar till att upprätthålla och stärka grundläggande samhällsvärderingar. Bidrag till flyktingverksamhet får bara ges till verksamhet som respekterar demokratins idéer. Myndigheten kontrollerar inte om personer i ledande ställning i bidragstagande organisationer har demokratiska värderingar utan reglerna tillämpas på verksamhetens officiella budskap utåt.

### Bidragsberättigade trossamfund

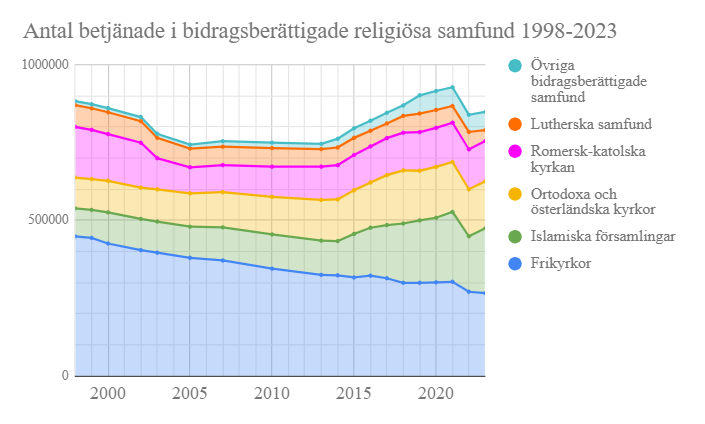
Antal medlemmar och registrerade regelbundna deltagare över tid i bidragsberättigade samfund i Sverige staplade på varandra. Innan 2015 är flera av siffrorna approximativa uppskattningar. Jehovas Vittnen inkluderas (i "övriga samfund") från 2019. Datakälla: SST.

Följande samfund och samarbetsorgan var bidragsberättigade år 2022:
- Sveriges frikyrkosamråd
- Lutherska kyrkor:
  - Danska kyrkan i Sverige
  - Estniska evangelisk-lutherska kyrkan i Sverige
  - (Evangelisk Luthersk Mission – Bibeltrogna Vänner (ELM) t.o.m. 2021)
  - Evangeliska Fosterlands-Stiftelsen (EFS)
  - Isländska kyrkan i Sverige
  - Lettiska evangelisk-lutherska kyrkan i Sverige
  - Norska kyrkan i Sverige
  - Ungerska protestantiska kyrkan i Sverige
- Islamiska samarbetsrådet
- Ortodoxa och österländska kyrkors ekumeniska råd
- Romersk-katolska kyrkan i Sverige
- Övriga bidragsberättigade samfund:
  - Alevitiska Riksförbundet
  - Anglikanska kyrkan  i Sverige
  - Jehovas vittnen i Sverige (från 2019[6])
  - Judiska Centralrådet i Sverige
  - Mandeiska trossamfunded i Sverige och Finland
  - Mandeiska trossamfunded i Sverige och Europa
  - Sveriges Buddhistiska Samarbetsråd

### Samfund som inte erhåller SST-bidrag
Svenska Kyrkans bidrag från staten förmedlas inte av SST. (Svenska kyrkan får statsbidrag dels indirekt, genom att Svenska kyrkan inte betalar för den statliga kyrkoavgiftsuppbördshjälpen, värderad till cirka 115 miljoner kronor per år (år 2016), dels kyrkoantikvarisk ersättning på 460 miljoner per år (år 2019). Av Svenska kyrkans inomkyrkliga väckelserörelser är det endast EFS och ELM som får statsbidrag av SST.
Fler exempel på religiösa samfund och församlingar som inte erhåller organisationsbidrag från SST är Livets ord, Vineyard, Mormoner, Bahá'í, Yazidier, Liberala katolska kyrkan, Scientologikyrkan, Sikhism och Hinduiska Samfundet i Sverige samt icke samfundsanslutna husförsamlingar.

## Övriga uppgifter
Myndigheten ska vidare handlägga frågor om trossamfundens roll i krisberedskapssamordning och ha kontakt med och samverka med andra myndigheter och organisationer i frågor som rör trossamfund.

## Verksamhet på samma besöksadress
Myndigheten har besöksadress på Ekumeniska Centret på Gustavslundsvägen 18, Bromma, tunnelbanestation Alvik, Stockholm. Myndigheten delar därmed besöksadress med huvudkontoren för frikyrkosamfunden Equmeniakyrkan och Pingst FFS, liksom med de ekumeniska organen Sveriges kristna råd, Svenska missionsrådet, Ekumeniska Eu-Kontoret, Katolska ekumeniska nämnden och Sveriges ekumeniska kvinnoråd. Även kristna humanitära organisationer finns på adressen, exempelvis Svenska kyrkans biståndsorgan Diakonia, Kristna fredsrörelsen samt pingströrelsens hjälporganisationer PMU och LP-Verksamhetens Ideella Riksförening.